# Аріберт I
Аріберт I (д/н — бл. 724) — князь ободритів у 700—724 роках.

## Життєпис
Походив з династії Віцлава. Син Віцлава I, князя ободритів (бридричів). Його мати мала саксонське або лангобардське походження. На останнє, на думку низки дослідників, вказує власне ім'я «Аріберт», що зустрічається у декількох королів лангобардів.
Власне про Аріберта I відомостей замало. Значна частина ґрунтується на здогадках та декількох німецьких хроніках, достовірність яких дещо сумнівна. Вважається, що панував над ободритами, а не над усім Ободрицьким союзом, з 700 року (після батька) до близько 724 року.
Був одружений з Вунданою, яка була за різними версіями донькою князя полабів (сусіднього племені), за більш екзотичною — короля Сарматії (її дотримується російський дослідник В. І. Мєркулов). Утім остання малоймовірна, з огляду на віддаленість перебування власне ободритів та сарматів. Після Аріберта I став панувати його син Аріберт II.